# Зона превосходства любви
Зона превосходства любви (кор. 연애 지상주의 구역, англ. Love for Love's Sake) — южнокорейский веб-сериал, главные роли в котором исполнили Ли Тэвин и Ча Чжуван. Основан на вебтуне «Зона квестовых отношений».

## Сюжет
29-летний Тэ Мён Ха переживает ошеломляющий поворот судьбы, когда внезапно оказывается перенесенным в игру «Love for Love’s sake», написанной старшеклассником из его школы, где он вселяется в тело 19-летнего парня. Его персонаж получает установку, что "19 лет, самое мрачное время в жизни Тэ Мён Ха" и его первой миссией становится – принести счастье персонажу по имени Ча Ён Уну.
Несмотря на свое скромное воспитание, Ча Ён Ун сумел отличиться на национальных чемпионатах по легкой атлетике, сохранив замечательную репутацию среди своих сверстников благодаря своей привлекательной внешности и атлетическому телосложению.
Чон Сан Вон родом из богатой семьи и эмоционально связан с Тхэ Мен Ха. Его участие усложняет развивающиеся отношения между Тхэ Мён Ха и Ча Ён Уном. Ан Кён Хун, интроверт и замкнутый человек, поддерживает и ассистирует Тхэ Мен Ха в его миссии в виртуальном мире.

## Актёрский состав
| Актёр              | Роль            | Примечания         |
| Главная роль       | Главная роль    | Главная роль       |
| ------------------ | --------------- | ------------------ |
| Ли Тэвин           | Тэ Мён Ха       |                    |
| Ча Чжуван          | Ча Ён Ун        |                    |
| О Минсу            | Чон Сан Вон     |                    |
| Ча Унги            | Ан Кён Хун      |                    |
| Роль второго плана |                 |                    |
| Чжу Бу Чжин        | Чхве Сун Чжа    | Бабушка Мён Ха     |
| Мун Со Ву          | Ан Си А         | Сестра Кён Хуна    |
| Пак Сон Кю         | Так Чжун Ген    | Ученик             |
| Го Гён Хан         | Взрослый Мён Ха | Эпизод: 1, 4, 6, 8 |
| Чжу Чжон Бам       | Так Чжун Хо     | Ученик-задира      |
| Го Ю Ён            | Чхве Чжин Чжо   |                    |